# Tchop
Tchop (en ruthène et en ukrainien : Чоп ; en hongrois : Csap ; en slovaque : Čop ; en anglais : Chop) est une ville de l'oblast de Transcarpatie, en Ukraine. Sa population s'élevait à 8 765 habitants en 2021.

## Géographie
Tchop est arrosée par la rivière Tisza, qui la sépare de la ville hongroise de Záhony, et se trouve à 22 km au sud-sud-ouest d'Oujhorod et à 642 km à l'ouest-sud-ouest de Kiev.

## Histoire
Tchop partage l'histoire de l'Ukraine subcarpatique et a appartenu à plusieurs États au cours des siècles : après avoir été conquise par les Magyars au XIe siècle, elle a longuement fait partie du royaume de Hongrie, puis de l'empire des Habsbourg, et enfin de l'Autriche-Hongrie après le compromis de 1867. La première mention écrite date de 1281, sous la forme « Tchap ». Alors que les Ottomans occupent la majeure partie de l'Europe centrale, la Hongrie royale des Habsbourg forme le Royaume de Hongrie (1538–1867). De 1867 à 1918 la ville est le chef-lieu du comitat de Ung, sous le nom magyar de Csap.
Un bureau de poste est ouvert en 1869, dépendant de la direction de Košice.
À la fin de la Première Guerre mondiale, après l'échec du plan d'unification avec la République populaire d'Ukraine occidentale, Tchop fait partie de la République houtsoule proclamée le 9 janvier 1919 par le président Grigor Zatkovitch et le premier ministre Stepan Klotchourak. Le 11 juin 1919 cependant, Tchop est prise par les troupes communistes hongroises de Béla Kun, vaincues début juillet par la Tchécoslovaquie, à laquelle elle est rattachée. Les Alliés reconnaissent ce rattachement en septembre 1919, sous condition que la Tchécoslovaquie accorde un statut d'autonomie à l'Ukraine subcarpatique.
La Hongrie fasciste récupère Csap le 2 novembre 1938 par le Premier arbitrage de Vienne.
Le 29 octobre 1944, la ville est prise par l'Armée rouge dans le cadre de l'offensive Dniepr-Carpates. En 1945, elle est incorporée à la république socialiste soviétique d'Ukraine. Depuis 1991, elle fait partie de l'Ukraine indépendante.

## Population

### Démographie
Recensements ou estimations de la population :
| 1880  | 1910  | 1930  | 1940  | 1959* | 1970* | 1979* |
| ----- | ----- | ----- | ----- | ----- | ----- | ----- |
| 1 187 | 2 318 | 3 572 | 3 371 | 4 985 | 6 365 | 7 839 |

| 1989* | 2001* | 2012  | 2013  | 2014  | 2015  | 2016  |
| ----- | ----- | ----- | ----- | ----- | ----- | ----- |
| 9 639 | 9 506 | 8 977 | 8 994 | 9 018 | 9 001 | 8 937 |

| 2017  | 2018  | 2019  | 2020  | 2021  | - | - |
| ----- | ----- | ----- | ----- | ----- | - | - |
| 8 932 | 8 949 | 8 897 | 8 819 | 8 765 | - | - |

Le taux de natalité en 2012 était de 12,5 ‰ avec 112 naissances (contre un taux de natalité de 12,1 ‰ en 2011 pour 109 naissances) tandis que le taux de mortalité lui était de 11,7 ‰ avec 105 décès (contre un taux de mortalité de 10,2 ‰ en 2011 pour 91 décès).

### Structure par âge
0-14 ans : 18,3 %  (838 hommes et 809 femmes)
15-64 ans : 71,5 %  (3 121 hommes et 3 265 femmes)
65 ans et plus : 10,2 %  (313 hommes et 607 femmes) (2013, officiel)

### Nationalités
Selon le recensement national ukrainien de 2001, la population de Tchop comprenait :
- 40 % d'Ukrainiens, dont une proportion importante de Ruthènes considérés comme Ukrainiens lors du recensement ;
- 39,2 % de Hongrois ;
- 20,8 % de Roms, Russes, Slovaques, Biélorusses et Juifs.

## Transports
La gare de Tchop se trouve à 25 km de la Gare de Oujhorod par le chemin de fer mais aussi par la route. La ville est un important nœud ferroviaire de l'Ukraine, sur les lignes Lviv – Stryï – Budapest et Lviv – Oujgorod – Košice. Près de Tchop, se trouvent des points de passage routier () et ferroviaire de l'Ukraine avec la Hongrie et ferroviaire avec la Slovaquie.